# Stortjärnen (Jörns socken, Västerbotten, 724504-170798)
Stortjärnen är en sjö i Skellefteå kommun i Västerbotten och ingår i Byskeälvens huvudavrinningsområde. Sjön har en area på 0,195 kvadratkilometer och ligger 314,3 meter över havet. Stortjärnen ligger i Byskeälven Natura 2000-område.

## Delavrinningsområde
Stortjärnen ingår i det delavrinningsområde (724444-170725) som SMHI kallar för Mynnar i Hobergsbäcken. Medelhöjden är 308 meter över havet och ytan är 7,3 kvadratkilometer. Det finns inga avrinningsområden uppströms utan avrinningsområdet är högsta punkten. Vattendraget som avvattnar avrinningsområdet har biflödesordning 4, vilket innebär att vattnet flödar genom totalt 4 vattendrag innan det når havet efter 83 kilometer. Avrinningsområdet består mestadels av skog (96 procent). Avrinningsområdet har 0,23 kvadratkilometer vattenytor vilket ger det en sjöprocent på 3,1 procent.